# Этингоф, Павел Ильич
Павел Ильич Этингоф (англ. Pavel Etingof, род. 1969, Киев) — американский математик. Основные работы в области теории представлений и квантовых групп.
Родился в 1969 году в семье геолога Ильи Михайловича Этингофа (род. 1929) и физика-теоретика Елены Израилевны Этингоф (урождённой Хаит; 1931—2012), выпускницы физического факультета Саратовского университета. Семья матери происходила из Одессы, её отец — выпускник виленского учительского института Израиль Абрамович Хаит (1894—1938) — был деканом физико-математического факультета и проректором МГУ, затем заместителем наркома просвещения Украинской ССР (расстрелян).
В 1984 году окончил естественно-научный лицей № 145 в Киеве. В 1983 году он выиграл 1-ю премию на Всесоюзной математической олимпиаде по 9 классам, и в 1984 году — 2-ю премию по 10 классам.
В 1984—1986 годы учился на механико-математическом факультете Киевского государственного университета, после чего переехал в Москву, где посещал семинары Гельфандa, Арнольда, Манинa, а также учился у Бориса Фейгинa. Окончив Институт нефти и газа в Москве по специальности «прикладная математика» (где он работал под руководством Владимира Ентовa и Александра Варченко), уехал в США в 1990 году. В 1994 году получил докторскую степень по математике в Йельском университете, где работал под руководством Игоря Френкеля. В 1994 году стал ассистентом Гарвардского университета, а с 1994 года — ассистентом Массачусетского технологического института. С 2005 года — профессор Массачусетского технологического института.
В 1999 году стал стипендиатом Математического института Клэя. В 2002 году был приглашённым докладчиком на Международном конгрессе математиков в Пекине. Действительный член Американского математического общества. 
В 2016 году избран членом Американской академии наук и искусств.

## Публикации
- Варченко А. Н., Этингоф П. И. Почему граница круглой капли превращается в инверсный образ эллипса. — М.: Наука, Физматлит, 1995. — (Современная математика для студентов).
- Quantum fields and strings: a course for mathematicians. Vol. 1, 2. American Mathematical Society, 1999. Vol. 1: xxii+723 pp.; Vol. 2: pp. i--xxiv and 727–1501. Edited by Pierre Deligne, Pavel Etingof, Daniel S. Freed, Lisa C. Jeffrey, David Kazhdan, John W. Morgan, David R. Morrison and Edward Witten.
- Этингоф П., Гольберг О. и др. Введение в теорию представлений / пер. с англ. Н. В. Цилевич. — М.: МЦНМО, 2019.